# Rallye de Curitiba 2009
Rallye de Curitiba 2009 (Oficiálně Rally Internacional de Curitiba) byla druhou soutěží šampionátu IRC 2009 v roce 2009, která se konala v Brazílii ve dnech 5. až 7. března na šotolinovém povrchu. Vítězem se stal Kris Meeke s vozem Peugeot 207 S2000.

## Průběh soutěže
Všech sedm rychlostních zkoušek prvního dne vyhrál Meeke. Ve druhém dnu tak musel startovat s nevýhodné první pozice. Toho využil Basso s vozem Fiat Grande Punto Abarth S2000, ktyrý vyhrál první dva testy a upevnil si druhou pozici. Další testy ale vyhrál Nicolas Vouilloz, který se dostal před něj. Meeke sice měl problémy s brzdami, ale svůj náskok udržel a soutěž vyhrál. Na čtvrté pozici skončil Freddy Loix, který se tak dostal do vedení v šampionátu IRC.

## Výsledky
1. Kris Meeke, Paul Nagle – Peugeot 207 S2000
2. Nicolas Vouilloz, Nicolas Klinger – Peugeot 207 S2000
3. Giandomenico Basso, Mitia Dotta – Abarth Fiat Grande Punto S2000
4. Freddy Loix, Isidoor Smets – Peugeot 207 S2000
5. Alejandro Cancio, Santiago Garcia – Mitsubishi Lancer Evo IX
6. Raul Martinez, Javier Sebastian Montero – Subaru Impreza
7. Gustavo Saba, Edgardo Galindo – Subaru Impreza
8. Sebastian Abramian, Fernando Mussano – Subaru Impreza
9. Rafael Túlio, Cesar Valandro – Peugeot 206 S1600
10. Luis Tedesco, Raphael Furtado – Fiat Palio